# Nefercamim I
Nefercamim I (em egípcio: nfr k3 mnw) foi um faraó da VII ou VIII dinastia no começo do Primeiro Período Intermediário (2181–2055 a.C.). Seu nome real Nefercaés ou Esnefercá (em egípcio: S.nfr k3) é atestado na Lista Real de Abido (n. 47), embora seja possível que o nome esteja incorreto e o hieróglifo O34 ("s") de fato seja um R22 ("min"), logo "Nefercamim". A leitura correta do nome desse rei é fornecida, junto com o nome de Nicaré I, numa placa de ouro agora no Museu Britânico; no entanto, foi sugerido que esse objeto poderia ser uma falsificação.